# 尼崎市アウティング問題
尼崎市アウティング問題（あまがさきしアウティングもんだい）は、当時尼崎市職員であった両性愛者（バイセクシュアル）の男性が業務中に市民団体へ性的指向をカムアウトしたことに対して、市幹部職員が控えるよう指導、またその過程・最中にアウティングを行った問題である。暴露された男性はのちに依願退職し、市はこの問題を人権侵害に当たると結論付け、性的少数者に関する職員研修の見直しを行った。

## 概要・経過

### カムアウトとアウティング
男性は市の保健所に務めており、その業務中、動物愛護団体（市民団体）の人物に「彼女は？ 結婚は？」などと迫られたため「男性のパートナーがいる」と返答した。後述する面談で男性は「結婚観を何度も聞かれ、話を終わらせたくて、セクシュアリティを正直に答えたことがある」と話している。
2019年11月、団体より市の幹部職員へ「職員に性的指向を明かされて困惑した」「不愉快だ」との苦情があった。幹部職員は、男性が所属する部署内の複数の職員に「男性が市民にバイセクシュアルだと伝えていると、団体から申し入れがあった」と伝え、事実関係等を調査するよう職場内に指示を出した。この際、幹部は男性には何も説明しておらず、また男性がバイであることを初めて知った職員もいた。翌12月、幹部は他の職員とともに同男性職員と面談を行い、「社会全体が成熟しているわけではないから、言葉を選ぶべきだ」、「言葉を慎む勉強をしてほしい」などと指導した。また、
私だったら白血病だったり借金があったりしても、相手にどう思われるか分からない私的なことは市民に言わない
とも述べたという。なお、同席した職員は当時、男性の性的指向を知らなかった。
2020年3月、男性は依願退職した。神戸新聞の取材に対し「市は自分の性的指向を『不快』とした団体側に何の意見もせず、それ（カムアウト）が悪いことであるかのように一方的に注意された。納得できず退職を決めた」と述べた。

### 問題発覚後の反応・対応
2021年9月、同市市議会で議員の1人がこの問題を取り上げた。市側は「職員研修で多様性への理解を深める」との回答に終始していた。その後12月に神戸新聞がこの問題を報じた。すると全国から抗議や批判が殺到した。
12月20日、同市市長の稲村和美が「多様な性を理解していこうとする最中の出来事で、今後繰り返すことがないよう取り組む」として、職員への人権研修を拡充していく方針を示した。
2022年3月、市が有識者とのワーキングチームの調査結果を報告した。一方、神戸新聞はこの報告書をもとに『悪意はなくても－尼崎市アウティング問題から』と題して、性的少数者を巡る問題についての連載を開始した。
近畿大学教授で公務員倫理に詳しい中谷常二は
相手側が公務と関係がないことを話題にし、職員個人の私的な事柄に対して「不快」と示してきた段階で、行政組織として職員を守るべきだった。
と評した。また、LGBT法連合会事務局長の神谷悠一は、アウティングだけでなく「SOGIハラ」や「カスタマーハラスメント」に該当すると指摘した。